# Ancyronyx tamaraw
Ancyronyx tamaraw es una especie de escarabajo acuático del género Ancyronyx, familia Elmidae, tribu Ancyronychini. Fue descrita científicamente por Freitag en 2013.
Habita en superficies rocosas, en la madera y arroyos.

## Descripción
El cuerpo mide 1,2 a 1,5 milímetros de longitud. Élitros marrón oscuro, antenas y patas amarillas.

## Distribución
Se distribuye por Mindoro Oriental, en Filipinas.